# Anisodes argentispila
Anisodes argentispila là một loài bướm đêm trong họ Geometridae.